# 15723 Girraween
15723 Girraween eller 1990 SA2 är en asteroid i huvudbältet som upptäcktes den 20 september 1990 av den japanska astronomen Tsutomu Seki vid Geisei-observatoriet. Den är uppkallad efter Girraween nationalpark i Australien.
Asteroiden har en diameter på ungefär 4 kilometer.